# Pavlyna Shapovalenko
Pavlyna Shapovalenko (ucraniano: Шаповаленко Павлина Михайлівна; 11 de septiembre de 1949 - 27 de abril de 2020) fue una operadora de máquinas lecheras ucraniana que trabajó en Tiachiv, más tarde en el Raion de Sumy. Durante su vida trabajó en granjas estatales y se esforzó por maximizar la productividad de los animales de la granja y recogió una gran cantidad de leche de las vacas. Shapovalenko recibió la Orden de la Bandera Roja del Trabajo expedida por el gobierno en 1973, la Orden de Lenin en 1977 y fue nombrada Héroe de Ucrania en 2001.

## Biografía
El 11 de septiembre de 1949, Shapovalenko nació en el pueblo de Vonihove, en el distrito de Tiáchiv, óblast de Zakarpattia. En 1964 se graduó en la escuela de ocho años de Vonigiv. Según ella, se interesó por la ciencia tras leer en un periódico sobre la lechera Maria Savchenko, que había batido récords. A los catorce años empezó a trabajar como lechera en la granja estatal Testamento de Ilich. Durante este tiempo, se hizo muy conocida en la zona y logró el récord de ser la primera lechera en extraer 6.500 litros de leche al año de una sola vaca. Posteriormente, Shapovalenko trabajaría en la granja estatal Verkhovyna, en la sucursal de Vonihiv, entre 1966 y 1969.
En 1969 se trasladó al pueblo de Velyki Vilmy, en el raion de Sumy, situado en el óblast de Sumy. Shapovalenko había planeado vivir en el pueblo por temporadas, pero permaneció allí el resto de su vida.  Trabajó como operaria de ordeñadora en la granja lechera de la granja colectiva llamada "May Day" (hoy cooperativa de producción agrícola "Agrofirm" May Day). Shapovalenko ayudó a la granja a criar novillas para el grupo con el que trabajaba y pudo ordeñar una primogénita. Trabajó para maximizar la productividad de los animales de la granja. Fue una de las primeras personas del Raion de Sumy en recoger anualmente de las vacas 5.000 kilos (11.000 lb) y luego 6.000 kilos (13.000 lb) de leche. En 1973, Shapovlaneko recibió la Orden de la Bandera Roja del Trabajo, concedida por el gobierno, y la Orden de Lenin cuatro años más tarde. Ordeñó un total de 184.168 kilogramos (406.021 libras), así como 6.572 kilogramos (14.489 libras) de una sola vaca en 2000. Shapovlaneko fue nombrada Héroe de Ucrania por el presidente Leonid Kuchma en noviembre de 2001 «Por muchos años de trabajo desinteresado en la agricultura, el logro de los índices más altos de la región en rendimiento lechero».
A lo largo de su vida había recogido unas 3.600 toneladas (3.500 toneladas largas; 4.000 toneladas cortas) de leche. En tres ocasiones fue elegida diputada del consejo regional. Al jubilarse, Shapovlaneko abrió una escuela para lecheras y atrajo a ganaderos no sólo del Raion de Sumy, sino también de otros distritos y obalsts vecinos. Fue organizadora y presidenta honoraria de un club llamado Seis mil. Estaba casada con el ganadero Mijaíl Ivánovich, con quien tuvo dos hijos. Shapovalenko falleció el 27 de abril de 2020 y fue enterrada en el pueblo de Velyki Vilmy.